# سفارت گینه در واشینگتن
سفارت گینه در واشینگتن (به انگلیسی: Embassy of Guinea) یک سفارت در ایالات متحده آمریکا است که در واشینگتن، دی.سی. واقع شده است.